# Ronin (województwo warmińsko-mazurskie)
Ronin – wieś w Polsce położona w województwie warmińsko-mazurskim, w powiecie braniewskim, w gminie Frombork w pobliżu drogi wojewódzkiej nr 505.
W latach 1975–1998 miejscowość administracyjnie należała do województwa elbląskiego. Wieś znajduje się w historycznym regionie Warmia.
W 2015 Ronin uzyskał wraz z miastem Frombork i sołectwem Bogdany status obszaru ochrony uzdrowiskowej („Obszar Ochrony Uzdrowiskowej Frombork”).

## Nazwa
Miejscowość nosiła dawniej niemiecką nazwę Rohnenfelde (wzmianka już w 1310 roku w zapisie Ronenvelde), wtórnie Rahnenfeld. Po II wojnie światowej nazwę spolonizowano jako Ronin, choć urzędową formą ustaloną w 1948 roku była Ronina. 1 stycznia 2007 roku zmieniono nazwę na Ronin.